# Marietheres List
Marietheres List (* 5. Januar 1946 in München; † 20. Februar 2018 in Pentling bei Regensburg) war eine deutsche Theaterwissenschaftlerin und Intendantin.

## Leben

### Ausbildung und Stationen
Marietheres List, die Tochter von Herbert List († 1988), der 1954 bis 1977 Leiter des Künstlerischen Betriebsbüros an der Bayerischen Staatsoper München war, stammte aus einem künstlerischen Elternhaus. Ihr Vater war Regisseur, ihre Mutter Opernsängerin. Ihre ersten Theatererfahrungen machte List bereits im Kindesalter. List erhielt ab dem Alter von fünf Jahren Ballettunterricht, tanzte im Kinderballett, wo sie u. a. neben Heinz Bosl ihren ersten Auftritt hatte, und erhielt Gesangsunterricht. Ihr Stimmumfang reichte jedoch für eine Karriere als Sängerin nicht aus, sodass List sich für das Theater- und Musikmanagement als Berufswunsch entschied.
List studierte dann Theaterwissenschaft und Musikgeschichte. Sie war zunächst Mitarbeiterin ihres Vaters. Nach Regiehospitanzen und Tätigkeiten beim Fernsehen war sie ab der Spielzeit 1974/75 bis 1982 Leiterin der Künstlerischen Betriebsbüros in Graz, ab 1977 der Städtischen Bühnen Nürnberg und schließlich ab 1979 in derselben Funktion an der Württembergischen Staatsoper Stuttgart. 1983 übernahm sie kurzzeitig das Management des Dirigenten Lamberto Gardelli, bevor sie anschließend als Persönliche Referentin des Generalintendanten und als Chefdisponentin an das Gelsenkirchener Musiktheater im Revier wechselte. 1985 wurde sie Künstlerische Betriebsdirektorin und Stellvertreterin des Intendanten beim Theater Essen und der Philharmonie Essen. Ab 1986 war sie Stellvertretende Operndirektorin am Opernhaus von Nizza.

### Intendantin in Regensburg
Im April 1987 wurde sie vom Regensburger Stadtrat zur Intendantin des Städtischen Bühnen Regensburg gewählt. List setzte sich dabei im Auswahlverfahren gegen mehr als 50 männliche Mitbewerber durch. Sie war in dieser Funktion die erste Frau an der Spitze eines staatlichen oder kommunalen Theaters.
List war von 1988 bis 2002 Intendantin der Städtischen Bühnen Regensburg. Ihr Amt trat List im Oktober 1988 zum Spielzeitbeginn der Theatersaison 1988/89 an. Die erste von ihr verantwortete Premiere war die Verdi-Oper Un ballo in maschera, wofür sie Wolfgang Brendel (Bayerische Staatsoper München) als Gast verpflichtete. In der Theaterorganisation schuf sie zu Beginn ihrer Amtszeit neue Stellen für Schauspiel- und Musikdramaturgen und installierte einen Pressereferenten für die Werbung und die Vermarktung des Theaters. Im Schauspiel und Musiktheater arbeitete List fast ausschließlich mit Gastregisseuren. Besondere Aufmerksamkeit widmete List dem Musiktheater. Unter ihrer Amtszeit wurden u. a. Kammeropern von Franz Hummel und Enjott Schneider uraufgeführt. Auch das Musical setzte List regelmäßig auf den Spielplan. Als ihr größter Erfolg an den Städtischen Bühnen Regensburg gilt die Etablierung eines eigenständigen Balletts. Als Choreograph und Leiter engagierte sie Dieter Gößler, den ehemaligen Solo-Tänzer der Städtischen Bühnen Nürnberg, den sie noch aus ihrer Nürnberger Zeit kannte. Unter Lists Intendanz erfolgte die erfolgreiche Sanierung des Hauses am Bismarckplatz (1997–2001) und der Ausbau der historischen Radsporthalle „Velodrom“ zur zweiten festen großen Spielstätte der Städtischen Bühnen Regensburg. List gilt auch als Entdeckerin und Mentorin des österreichischen Regisseurs und späteren Staatstheater-am-Gärtnerplatz-Intendanten Josef Ernst Köpplinger.
Während Lists Amtszeit wurden an den Städtischen Bühnen Regensburg etwa 300 Produktionen realisiert. Zu den insgesamt mehr als 6000 Vorstellungen in den verschiedenen Spielstätten kamen rund 1,3 Millionen Besucher. Ihre Amtszeit endete mit dem Ende der Spielzeit 2001/02. Ihr Nachfolger wurde Ernö Weil.

### Privates
Nach dem Ende ihrer Amtszeit ließ sich List, die in ihren ersten Regensburger Jahren im Hotel gelebt hatte, dauerhaft in Regensburg nieder. Ihre letzten öffentlichen Auftritte hatte sie im Jahre 2016, u. a. bei den 34. Bayerischen Theatertagen in Regensburg.
List war unverheiratet. Die letzten Monate vor ihrem Tode lebte sie in einem Hospiz. Im Februar 2018 starb List „nach schwerer Krankheit“ im Alter von 72 Jahren.